# Naoki Hommachi
Naoki Hommachi (jap. 本街 直樹, Hommachi Naoki; * 31. Juli 1968 in der Präfektur Hyōgo) ist ein ehemaliger japanischer Fußballspieler.

## Karriere
Hommachi erlernte das Fußballspielen in der Schulmannschaft der Takigawa Daini High School und der Universitätsmannschaft der Kokushikan-Universität. Seinen ersten Vertrag unterschrieb er 1991 bei den Furukawa Electric. Der Verein spielte in der höchsten Liga des Landes, der Japan Soccer League. Mit Gründung der Profiliga J.League 1992 und der damit verbundenen Neuorganisation des japanischen Fußballs wurde der Furukawa Electric zu JEF United Ichihara. 1994 wechselte er zum Zweitligisten NEC Yamagata (heute: Montedio Yamagata). Für den Verein absolvierte er 167 Spiele. Ende 1999 beendete er seine Karriere als Fußballspieler.